# Евангелія Мораїтіду
Евангелі́я Мораїті́ду (грец. Ευαγγελία Μωραϊτίδου, англ. Evangelia Moraitidou; народилась 26 березня 1975) — грецька ватерполістка, виступає за національну збірну Греції, у складі якої виборола срібні медалі на літніх Олімпійських іграх 2004 в Афінах.
У складі збірної Мораїтіду здобула золоті нагороди на Світовій лізі водного поло ФІНА 2005 в Кіріши і бронзові нагороди на Світовій лізі водного поло ФІНА 2007 в Монереалі. 
Також брала участь у відбірковому турнірі до Олімпійських ігор 2008 в Імперії, де Греція посіла 4 місце і кваліфікувалась на Олімпійські ігри 2008 в Пекіні.